# Areca multifida
Areca multifida är en enhjärtbladig växtart som beskrevs av Karl Ewald Maximilian Burret. Areca multifida ingår i släktet Areca och familjen Arecaceae. Inga underarter finns listade i Catalogue of Life.